# Schimon Agranat

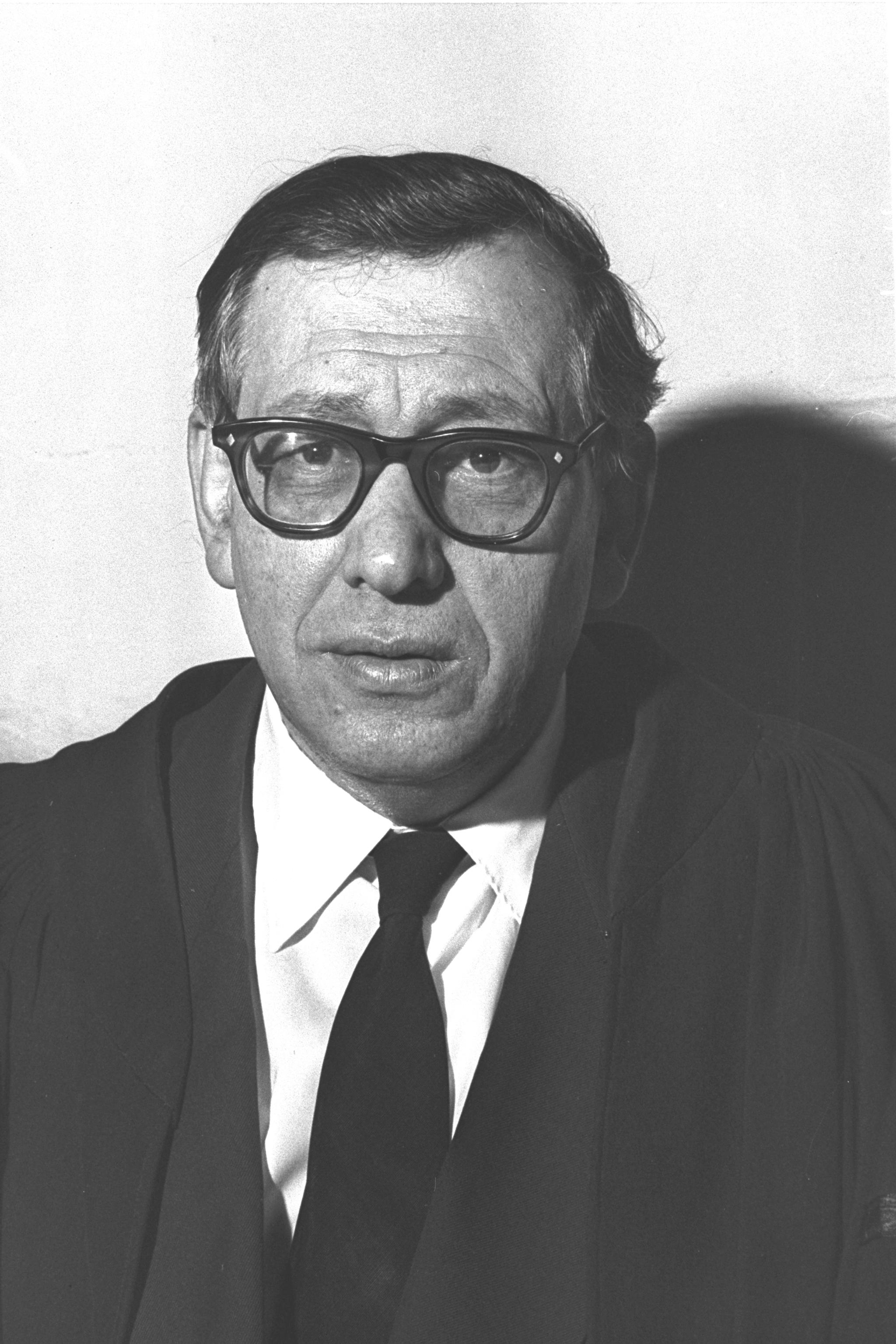
Schimon Agranat (1962)

Schimon Agranat (hebräisch שמעון אגרנט; geb. 5. September 1906 in Louisville, Kentucky; gest. 10. August 1992 in Jerusalem) war ein israelischer Jurist. Zwischen 1966 und 1976 war er der dritte Präsident des Obersten Gerichts Israels.

## Werdegang
Schimon Agranat wurde 1906 in Louisville, Kentucky geboren. Seine Eltern emigrierten aus dem Russischen Kaiserreich in die Vereinigten Staaten von Amerika. Er wuchs in Chicago, wo er an der University of Chicago Law School studierte. 1929 schloss er sein Studium der Rechtswissenschaften ab. Agranat wanderte 1930 in das Britische Mandatsgebiet Palästina aus und ließ sich in Haifa nieder, um dort als Anwalt zu arbeiten.
Kurz nach der Gründung des Staates Israel im Jahr 1948 wurde Shimon Agranat 1950 zu einem Richter des israelischen Obersten Gerichtshofs ernannt und 1966 zum dritten Präsidenten nach Moses Smoira und Jitzchak Olshan. Bereits 1961 wurde er zum stellvertretenden Präsidenten des Gremiums. 1968 wurde ihm der Israel-Preis verliehen. 
Im Jom-Kippur-Krieg 1973 erwies sich Israel als schlecht vorbereitet. Agranat wurde mit einem Untersuchungsbericht beauftragt, den er im April 1974 vorlegte. Der Bericht sollte aufgrund des Auftrags nur die Verfehlungen der Armee beschreiben und schwieg deshalb zu den politischen Verantwortlichen.
Mit Erlangung eines Alters von 70 Jahren beendete Agranat seinen Dienst als Richter im Jahr 1976.